# Seemühle (Lehrberg)
Seemühle (fränkisch: See-mil) ist ein Gemeindeteil des Marktes Lehrberg im Landkreis Ansbach (Mittelfranken, Bayern). Seemühle liegt in der Gemarkung Lehrberg.

## Geografie
Die Einöde liegt am Seebach. 0,5 km östlich erhebt sich der Kümmelberg (466 m ü. NHN), 0,5 km nördlich im Forst Birkenfels der Hirschberg. Eine Gemeindeverbindungsstraße führt an der Ziegelhütte vorbei nach Lehrberg (1 km südlich) bzw. an der Walkmühle vorbei nach Ballstadt (1,5 km östlich).

## Geschichte
Der Ort wurde 1732 in den Oberamtsbeschreibungen von Johann Georg Vetter als „Seemühl“ erstmals schriftlich erwähnt. Der Ortsname ist eine Klammerform zu Seebachmühle, ist also nach dem Bach benannt, der nördlich des Ortes aus einem kleinen Weiher herabfließt.
Gegen Ende des 18. Jahrhunderts gehörte die Seemühle zur Realgemeinde Lehrberg. Die Mühle hatte das Rittergut Rügland der Herren von Crailsheim als Grundherrn. Unter der preußischen Verwaltung (1792–1806) des Fürstentums Ansbach erhielt die Seemühle die Hausnummer 101 des Ortes Lehrberg. Von 1797 bis 1808 unterstand der Ort dem Justiz- und Kammeramt Ansbach.
Im Rahmen des Gemeindeedikts wurde die Seemühle dem 1808 gebildeten Steuerdistrikt Lehrberg und der 1811 gegründeten Ruralgemeinde Lehrberg zugeordnet. In der freiwilligen Gerichtsbarkeit unterstand das Anwesen von 1820 bis 1848 dem Patrimonialgericht Rügland.

### Baudenkmal
- Wassermühle: einige Bauteile der Mühlanlage wohl 1792, Umbauung völlig erneuert[13]

### Einwohnerentwicklung
| Jahr      | 001818 | 001840 | 001861 | 001871 | 001885 | 001900 | 001925 | 001950 | 001961 | 001970 | 001987 |
| Einwohner | 3      | 10     | *      | 8      | 7      | 5      | 6      | 6      | 2      | 2      | 2      |
| Häuser    | 1      | 1      |        |        | 1      | 1      | 1      | 1      | 1      |        | 1      |
| Quelle    | [ 15 ] | [ 16 ] | [ 17 ] | [ 18 ] | [ 19 ] | [ 20 ] | [ 21 ] | [ 22 ] | [ 23 ] | [ 24 ] | [ 1 ]  |

## Religion
Der Ort ist evangelisch-lutherisch geprägt und bis heute nach St. Margaretha (Lehrberg) gepfarrt. Die Einwohner römisch-katholischer Konfession waren zunächst nach St. Ludwig (Ansbach) gepfarrt, seit 1970 ist die Pfarrei Christ König (Ansbach) zuständig.